# Stade municipal dos Amaros
Le Stade municipal dos Amaros (en portugais : Estádio Municipal dos Amaros), auparavant connu sous le nom de Stade Idenor Picardi Semeghini (en portugais : Estádio Idenor Picardi Semeghini), est un stade de football brésilien situé à Itápolis dans l'État de São Paulo.
Le stade, doté de 6 000 places et inauguré en 1928, sert d'enceinte à domicile à l'équipe de football de l'Oeste Futebol Clube.

## Histoire
Le stade est ouvert en 1928 sous le nom de Stade dos Amaros, nom qui reste jusqu'en 1989 ou le stade prend désormais le nom de Stade Ideonor Picardi Semeghini.
En 2010, le stade reprend son nom original.
En 2016, le stade subit des rénovations pour être dans les normes du championnat de São Paulo (le club d'Oeste FC jouant depuis une saison au stade José Liberatti,) et voit sa capacité réduite à 10000 spectateurs.
En 2017, le stade étant interdit pour toutes les compétitions officielles, Oeste FC quitte les lieux pour aller désormais jouer à l'Arena Barueri. Le stade ne reçoit aujourd'hui que les matchs du championnat amateur de la ville. 